# Монти Сибилини
Сибилинските планини или Монти Сибилини (Monti Sibillini; Sibillini Mountains) са планинска група в Италия.
Намират се в Умбрия, регион Марке. Най-високата част, масивът Монте Веторе е висок 2476 м.
През 1993 г. е част от „Национален парк Монти Сибилини“.